# Piwne rozmowy braci McMullen
Piwne rozmowy braci McMullen (ang. The Brothers McMullen) – amerykański komediodramat z 1995 roku w reżyserii Edwarda Burnsa. Wyprodukowany przez Fox Searchlight Pictures.
Światowa premiera filmu miała miejsce w styczniu 1995 roku podczas Festiwalu Filmowego w Sundance. W Polsce premiera odbyła się 26 stycznia 1996 roku.

## Obsada
- Edward Burns jako Barry/Finbar McMullen
- Mike McGlone jako Patrick McMullen
- Jack Mulcahy jako Jack McMullen
- Connie Britton jako Molly McMullen
- Shari Albert jako Susan
- Maxine Bahns jako Audry
- Elizabeth McKay jako Ann
- Jennifer Jostyn jako Leslie